# Дарсі Варгас
Дарсі Сарманью Варгас (порт. Darcy Sarmanho Vargas; 12 грудня 1895, Сан-Боржа, Бразилія — 25 червня 1968, Ріо-де-Жанейро, Бразилія) — бразильська громадська діячка, в 1930—1945 і 1951—1954 роки — перша леді Бразилії (у шлюбі з Жетулью Варгасом).

## Життєпис
Дарсі Сарманью була молодшою дитиною в сім'ї фермера та підприємця Антоніу Сарманью та його дружини Альсири Ліма Сарманью.
1911 року, у 15 років, Дарсі стала дружиною адвоката Жетуліью Варгаса. У перші шість років шлюбу народила п'ятьох дітей:
- Лютеру Сармані Варгас (1912—1989);
- Жандира Варгас (1913-?);
- Альсіра Варгас (1914—1992);
- Мануел Антоніу Сармані Варгас (1916—1997);
- Жетулі Варгас-молодший (1917—1943).

## Політична діяльність

### 1930—1945
Будучи першою леді держави, Дарсі Варгас скрізь супроводжувала чоловіка і завжди підтримувала його починання на політичній ниві. Відразу після революції 1930 року вона почала активну громадську роботу. Так, жіночий «Легіон милосердя», сформований її силами в Порту-Алегрі, надавав допомогу у забезпеченні одягом та їжею сімей, чиї чоловіки поряд з Варгасом взяли участь у революційних виступах.
У другій половині 1930-х у стосунках з чоловіком відбулася криза, яка досягла піку в травні 1938 року, через чутки про романи президента з громадською діячкою Еме Сото Майор Са, дружиною начальника охорони Варгаса, та поетесою Адальгісою Нері, приятелькою самої Дарсі. Найвідомішою коханкою Варгаса стала акторка Вірджинія Лейн, з якою він підтримував зв'язок понад 10 років.
Попри це, у 1930-х і 1940-х перша леді продовжувала займатися громадською діяльністю та благодійністю: співпрацювала з Притулком Христа-Спасителя і заснованим нею у 1938 році Фондом Дарсі Варгас.
Після вступу Бразилії у Другу світову війну 1942 року перша леді створила Бразильський легіон допомоги (LBA), який надавав матеріальну підтримку солдатським сім'ям.
У лютому 1943 року від поліомієліту помер її 26-річний син Жетулі. У першої леді розвинулася глибока депресія, вона відійшла від справ, пов'язаних із Бразильським легіоном допомоги, проте повернулася до роботи у жовтні того ж року.
За допомогою кампанії, що розгорталася у пресі, Дарсі Варгас зуміла залучити до легіону тисячі доброволиць. Жінки, які перебували в організації, займалися доглядом за пораненими та хворими, шиттям одягу, набуттям навичок у галузі експлуатації промислового обладнання.

### 1951—1954
Після приходу Варгаса до влади Дарсі знову зайнялася підтримкою волонтерської діяльності. Так, під час великої посухи на початку 1950-х вона здійснила візити до постраждалих держав, а після повені на Амазонці організувала допомогу його жертвам.
Перша леді також сприяла купівлі тонн сухого молока з Нідерландів на потреби педіатрії та появі у Бразилії першого госпіталю на колесах, придбаного на пожертвувані кошти.
Після самогубства чоловіка 1954 року Дарсі Варгас продовжувала працювати у створеному нею фонді. 
Померла в 1968 році у віці 72 років. Похована на цвинтарі Святого Іоанна Хрестителя в Ріо-де-Жанейро поряд із молодшим сином, за її бажанням.

## Пам'ять
Ім'ям Дарсі Варгас був названий один з найбільших у світі алмазів (вагою 460 карат), здобутий у Бразилії в 1939.